# Nanjing Automobile Corporation
Nanjing Automobile Corporation (NAC) är en statlig kinesisk biltillverkare baserad i staden Nanjing (Nanking). Företaget grundades 1947 och är därmed Kinas äldsta biltillverkare. Man tillverkar bland annat bilar under namnet Soyat med licenser från Seat och Isuzu.
Sedan MG Rover Groups konkurs 2005 äger man även det klassiska brittiska bilmärket MG. MG-bilar ska nu tillverkas i Kina, Storbritannien och USA av NAC:s dotterbolag NAC-MG. Man äger även rättigheterna till de nedlagda brittiska bilmärkena Wolseley, Austin, Morris, Vanden Plas (utanför Nordamerika), American Austin, Leyland Princess och Sterling. Företaget köptes år 2008 upp av biltillverkaren Shanghai Automotive Industry Corporation, vilka därigenom blev nya ägare till de gamla brittiska varumärkena.